# Dypsis
Dypsis är ett släkte av enhjärtbladiga växter. Dypsis ingår i familjen Arecaceae.

## Bildgalleri

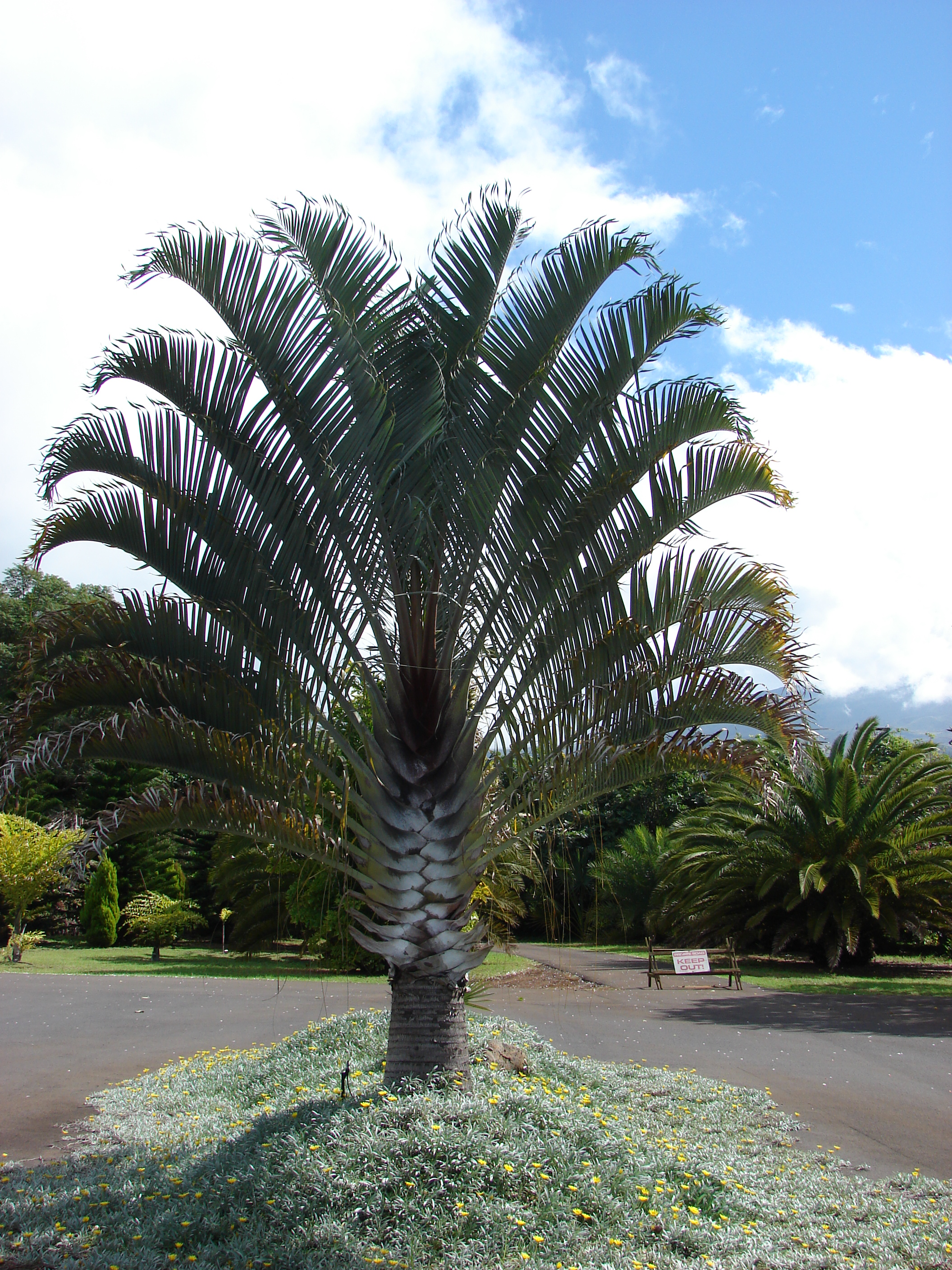
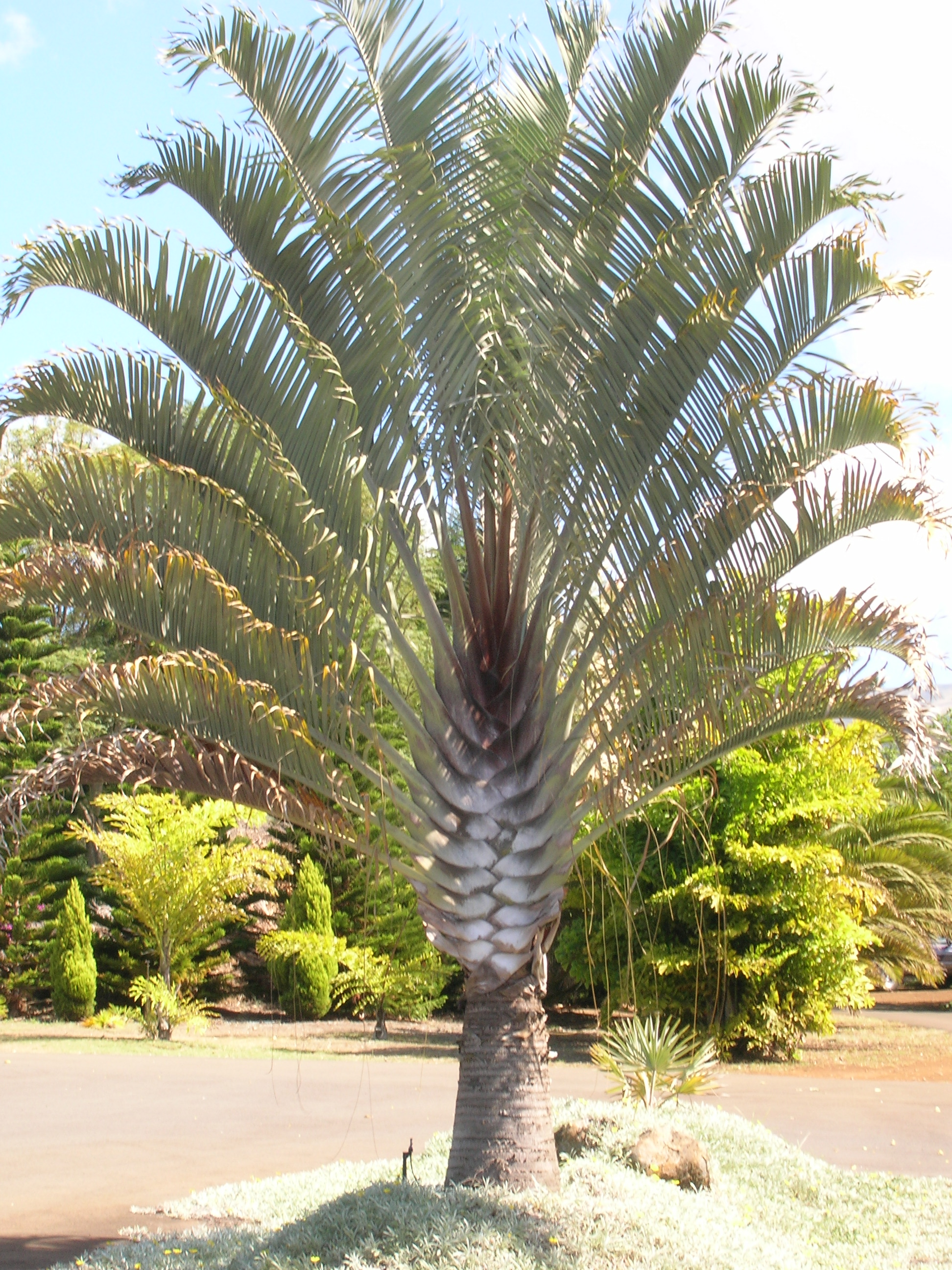
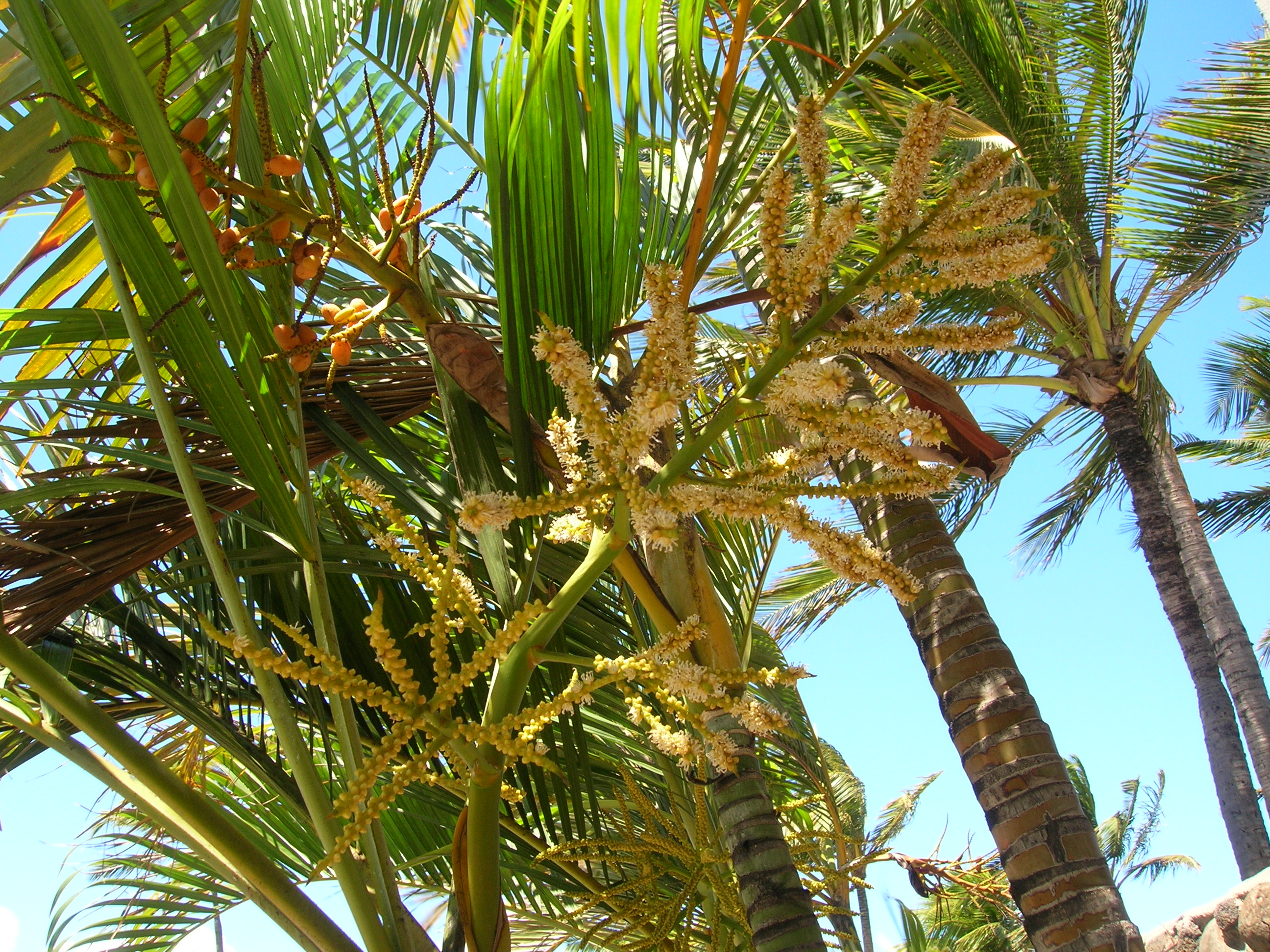

## Dottertaxa tillDypsis, i alfabetisk ordning[1]
- Dypsis acaulis
- Dypsis acuminum
- Dypsis albofarinosa
- Dypsis ambanjae
- Dypsis ambilaensis
- Dypsis ambositrae
- Dypsis andapae
- Dypsis andilamenensis
- Dypsis andrianatonga
- Dypsis angusta
- Dypsis angustifolia
- Dypsis anjae
- Dypsis ankaizinensis
- Dypsis ankirindro
- Dypsis antanambensis
- Dypsis aquatilis
- Dypsis arenarum
- Dypsis baronii
- Dypsis basilonga
- Dypsis beentjei
- Dypsis bejofo
- Dypsis bernieriana
- Dypsis betamponensis
- Dypsis betsimisarakae
- Dypsis boiviniana
- Dypsis bonsai
- Dypsis bosseri
- Dypsis brevicaulis
- Dypsis brittiana
- Dypsis cabadae
- Dypsis canaliculata
- Dypsis canescens
- Dypsis carlsmithii
- Dypsis catatiana
- Dypsis caudata
- Dypsis ceracea
- Dypsis commersoniana
- Dypsis concinna
- Dypsis confusa
- Dypsis cookei
- Dypsis coriacea
- Dypsis corniculata
- Dypsis coursii
- Dypsis crinita
- Dypsis culminis
- Dypsis curtisii
- Dypsis decaryi
- Dypsis decipiens
- Dypsis delicatula
- Dypsis digitata
- Dypsis dracaenoides
- Dypsis dransfieldii
- Dypsis elegans
- Dypsis eriostachys
- Dypsis faneva
- Dypsis fanjana
- Dypsis fasciculata
- Dypsis fibrosa
- Dypsis forficifolia
- Dypsis furcata
- Dypsis gautieri
- Dypsis glabrescens
- Dypsis gronophyllum
- Dypsis henrici
- Dypsis heteromorpha
- Dypsis heterophylla
- Dypsis hiarakae
- Dypsis hildebrandtii
- Dypsis hovomantsina
- Dypsis humbertii
- Dypsis humblotiana
- Dypsis humilis
- Dypsis ifanadianae
- Dypsis integra
- Dypsis intermedia
- Dypsis interrupta
- Dypsis jeremiei
- Dypsis jumelleana
- Dypsis laevis
- Dypsis lanceolata
- Dypsis lantzeana
- Dypsis lanuginosa
- Dypsis lastelliana
- Dypsis leptocheilos
- Dypsis ligulata
- Dypsis linearis
- Dypsis lokohensis
- Dypsis louvelii
- Dypsis lucens
- Dypsis lutea
- Dypsis lutescens
- Dypsis madagascariensis
- Dypsis mahia
- Dypsis makirae
- Dypsis malcomberi
- Dypsis mananjarensis
- Dypsis mangorensis
- Dypsis marojejyi
- Dypsis mcdonaldiana
- Dypsis metallica
- Dypsis minuta
- Dypsis mirabilis
- Dypsis mocquerysiana
- Dypsis monostachya
- Dypsis montana
- Dypsis moorei
- Dypsis nauseosa
- Dypsis nodifera
- Dypsis nossibensis
- Dypsis occidentalis
- Dypsis onilahensis
- Dypsis oreophila
- Dypsis oropedionis
- Dypsis ovobontsira
- Dypsis pachyramea
- Dypsis paludosa
- Dypsis pembana
- Dypsis perrieri
- Dypsis pervillei
- Dypsis pilulifera
- Dypsis pinnatifrons
- Dypsis plumosa
- Dypsis plurisecta
- Dypsis poivreana
- Dypsis prestoniana
- Dypsis procera
- Dypsis procumbens
- Dypsis psammophila
- Dypsis pulchella
- Dypsis pumila
- Dypsis pusilla
- Dypsis rakotonasoloi
- Dypsis ramentacea
- Dypsis reflexa
- Dypsis remotiflora
- Dypsis rivularis
- Dypsis robusta
- Dypsis sahanofensis
- Dypsis saintelucei
- Dypsis sancta
- Dypsis sanctaemariae
- Dypsis scandens
- Dypsis schatzii
- Dypsis scottiana
- Dypsis serpentina
- Dypsis simianensis
- Dypsis singularis
- Dypsis soanieranae
- Dypsis spicata
- Dypsis tanalensis
- Dypsis tenuissima
- Dypsis thermarum
- Dypsis thiryana
- Dypsis thouarsiana
- Dypsis tokoravina
- Dypsis trapezoidea
- Dypsis tsaratananensis
- Dypsis tsaravoasira
- Dypsis turkii
- Dypsis utilis
- Dypsis viridis
- Dypsis vonitrandambo